# Гланц, Дэвид
Дэвид Гланц (англ. David Glantz; 11 января 1942, Порт-Честер, штат Нью-Йорк) — американский военный историк, полковник Вооружённых сил США, основатель и в прошлом главный редактор журнала The Journal of Slavic Military Studies.

## Биография

### Научная работа
Дэвид Гланц начал изучение Красной армии с 1983 года, в период работы в Институте боевых исследований ВС США. Первая книга была написана им о Манчжурской операции Красной армии: «Августовский шторм: советское стратегическое наступление в Маньчжурии 1945 года» (1983). Издал ряд других книг по истории Великой Отечественной войны.

## Труды
Написал: «Советская военная разведка в войне» (1990), «Начальный период войны на Восточном фронте. 22 июня — август 1941 года» (в качестве редактора и составителя 1987), «Когда титаны сталкиваются: как Красная Армия остановила Гитлера» (1993), «История советских воздушно-десантных сил» (1994), «Харьков, 1942. Анатомия поражения» (1998), «Споткнувшийся колосс. Красная армия перед мировой войной» (1998), «Величайшее поражение Жукова» (1999), «Курская битва» (совместно с Джонатаном Хаузом), «Битва за Ленинград, 1941—1944» (2002), «Красный шторм над Балканами. Неудачное советское вторжение в Румынию, весна 1944 года» (2006) и многие другие книги и статьи.
«Неизвестные операции»
По мнению Гланца, история войны на Восточном фронте далека от полноты, что касается трудов как советских/российских авторов, так и западных историков. Причины этого явления Гланц видит как в идеологической и политической области (для советских и российских историков), так и в недостаточной осведомлённости западных авторов. В своей обзорной статье Гланц перечисляет десятки эпизодов, которые, по его мнению, не получили должной исторической проработки и освещения. Это, как правило, операции Красной Армии, которые не принесли запланированных результатов. Типичными «неизвестными операциями» Гланц называет бои за Воронеж в начале июля 1942 года и сражение в большой излучине Дона в июле-августе 1942 года.
По мнению ряда современных российских историков, большая заслуга Д. Гланца в том, что в 1990-е и в начале 2000-х годов во многом благодаря его работам в англоязычной историографии значительно изменилось восприятие Великой Отечественной войны.

## Награды
В ноябре 2015 был награждён медалью Министерства обороны России «За укрепление боевого содружества».
В 2020 году получил ежегодную литературную премию Военного музея и библиотеки имени Дженнифер Прицкер «за выдающиеся достижения в области военной литературы». Премия предусматривает также вознаграждение в размере 100 тысяч долларов США.

## Отзывы и критика
Директор Центра анализа стратегий и технологий (ЦАСТ) Руслан Пухов, комментируя присуждение Дэвиду Гланцу премии в 2020 году, назвал его учёным, объективно освещающим роль Красной армии во Второй мировой войне.

## Переведённые на русский язык
- Крупнейшее поражение Жукова. Катастрофа Красной Армии в Операции Марс 1942 г. ― М.: АСТ; Астрель, 2006. — 666, (6) с.: ил.
- Битва титанов. Как Красная армия остановила Гитлера. ― М.: АСТ; Астрель, 2007.
- Курская битва. Решающий поворотный пункт Второй мировой войны. — М.: АСТ; Астрель, 2007.
- Колосс поверженный. Красная Армия в 1941 году. — М.: Яуза; Эксмо, 2008.
- Советское военное чудо 1941—1943. Возрождение Красной Армии. — М.: Яуза; Эксмо, 2008 (с предисловием А. В. Исаева).
- Битва за Ленинград. 1941—1945 / Пер. У. Сапциной. — М.: Астрель, 2008. — 640 с. — ISBN 978-5-271-21434-9.
- Восставшие из пепла: как Красная Армия 1941 года превратилась в Армию Победы / Пер. с англ. В. Фёдорова. — М.: Яуза; Эксмо, 2009. — 541 с. — (Великая Отечественная. Гриф секретности снят). ISBN 978-5-699-34410-9.
- Блокада Ленинграда 1941—1944. / Пер. с англ. Е. В. Ламановой. — М.: Центрполиграф, 2010.
- Крах плана «Барбаросса». ― Том 1: Противостояние под Смоленском. / Пер. с англ. В. В. Найдёнов, издание на русском языке — М.: Центрполиграф, 2015. — 720 с. — ISBN 978-5-227-05969-7.
- Крах плана «Барбаросса». — Том 2: Сорванный блицкриг. / Пер. с англ. Л. Уткин, издание на русском языке — М.: Центрполиграф, 2015. — 656 с. — ISBN 978-5-227-06068-6.

### Комментарии
1. ↑  В частности, Гланц указывает на недостаточное внимание советских историков к судьбе 5-й танковой армии, полностью уничтоженной в боях южнее Воронежа
2. ↑  В советской/российской историографии это сражение относят к начальному этапу Сталинградской битвы, что не отменяет мнения Гланца о недостаточной изученности указанных событий.

### Сноски
1. ↑  "August Storm: Soviet Tactical and Operational Combat in Manchuria, 1945. Leavenworth Papers №8. by LTC David. M. Glantz" (англ.). Combat Studies Institute, fort Leavenworth, Kansas, 1983. Дата обращения: 26 июня 2010. Архивировано 26 марта 2012 года.
2. 1 2 3  Glantz, 2001, p. 5.
3. ↑  Суздальцев И. А. «СССР с поразительной скоростью приспособился к новым обстоятельствам…» Московская битва в интерпретации современных англоязычных историков. // Военно-исторический журнал. — 2022. — № 12. — С. 28.
4. ↑  Американского военного историка наградили медалью Минобороны России Архивная копия от 26 октября 2020 на Wayback Machine // Лента.ру, 15.02.2016
5. 1 2  Американский историк получил премию за труды о Красной армии. www.mk.ru. Дата обращения: 30 июля 2020. Архивировано 23 апреля 2022 года.